# Бандуров Володимир Володимирович
Банду́ров Володи́мир Володи́мирович  (нар. 6 травня 1973; с. Пологи Пологівського району Запорізької області, Україна) — народний депутат України VII та VIII скликань, член депутатської групи «Воля народу», в минулому — член Партії регіонів.

## Освіта
1996 року закінчив Дніпропетровський національний університет за спеціальністю правознавство, 2006 — здобув ступінь кандидата економічних наук

## Діяльність
- 1996–1997 — юрисконсульт, керівник юрвідділу компанії «Запоріжжяобленерго» (Запоріжжя).
- 1997–2000 — директор ТОВ «Вест-Компані», Запоріжжя.
- 2000–2001 — заступник директора ТОВ «Сігма Плюс», Запоріжжя.
- 2001–2002 — головний редактор «Нової газети», Пологи.
- 2002–2004 — консультант з економічних питань підприємства «Лія», Київ.
- 2004–2010 — директор з економіки ТОВ «Європейська фінансова група», Київ.
- З 2006 — член Наглядової ради, заступник Голови Наглядової ради ПАТ «Укрексімбанк».
- 2010–2011 — перший заступник Міністра економіки України.
- 2011-2012 — заступник Міністра економічного розвитку і торгівлі України.
- 2012-2014 — народний депутат України VII скликання.
- 2014-2019 — народний депутат України VIII скликання.
- 2017 — член виконкому Федерації футболу України та Президент фонду «Розвиток футболу України».
- 2018 — Президент Асоціації футболу інвалідів України.

З 2019 року займається бізнесом.

## Діяльність у ВРУ
Попри те, що ЦВК визнала вибори за округом Бандурова сфальсифікованими, було замінено всіх учасників виборчої комісії включно із керівником, після чого Бандурова оголошено переможцем, і таким чином він став народним депутатом.
Один з депутатів, які голосували за Диктаторські закони в січні 2014-го.
У ВРУ VIII скликання увійшов до групи «Воля народу». Член Комітету ВРУ з питань паливно-енергетичного комплексу, голова підкомітету з питань ядерної політики та ядерної безпеки. Підготовлено за авторством Володимира Бандурова понад 80 законопроєктів з питань: ядерна енергетика, відновлювані джерела енергії, аграрний сектор, соціальна, податкова політика та ін. У 2018—2019 роках — співавтор Енергетичної стратегії України на період до 2035 року[джерело?].
Очолював депутатську групу з міжпарламентських зв'язків з Австрією, член депутатських груп зі зв'язків з Німеччиною, Ізраїлем, Китаєм, Латвією, Литвою, Норвегією, Польщею, США, Францією і Швейцарією[джерело?].

## Благодійна діяльність
З 2012 — президент БФ «Під покровом Богородиці», що декларує як мету допомогу соціально незахищеним верствам населення.

## Розвиток футболу України
2017 року став членом виконавчого комітету Федерації футболу України та президентом благодійного фонду «Розвиток футболу України». Мета фонду — допомога спортсменам та тренерам, юнацьким та дитячим футбольним школам та футбольним клубам. Спільно з Федерацією футболу України фонд реалізує проєкт з підтримки вимушено переселених осіб.
2018 року обраний президентом Асоціації футболу інвалідів України.

## Власність
Згідно з декларацією за 2016 рік, Бандуров та його члени сім'ї були власниками трьох квартир у Києві, одна з яких 608,4 м², кількох автомобілів (Bentley Continental, BMW 645, Mercedes-Benz S500), задекларовано 18,7 млн грн у банку та 1,28 млн $ готівкою.
Співвласник ТОВ «Аванте», з якого задекларував дивідендів на 335 тис. грн..

## Сім'я
Одружений, виховує трьох синів.